# یوسف باراک
یوسف باراک (چکی: Josef Barák; ۲۶ ژانویهٔ ۱۸۳۳ – ۱۵ نوامبر ۱۸۸۳) روزنامه‌نگار، شاعر وسیاستمدار اهل چک بود. 